# Kyselina fluorcitronová
Kyselina fluorcitronová (systematický název kyselina 1-fluor-2-hydroxypropan-1,2,3-trikarboxylová) je fluorovaná karboxylová kyselina odvozená od kyseliny citronové substitucí jednoho vodíkového atomu fluorem. Příslušný aniont se nazývá fluorcitrát. Je metabolitem kyseliny fluoroctové a je velmi toxická, protože není zpracovatelná enzymem akonitázou v Krebsově (citrátovém) cyklu (kde fluorcitrát funguje jako substrát místo citrátu), enzym je inhibován a cyklus se tak zastaví.